# Lossen-Denkmal

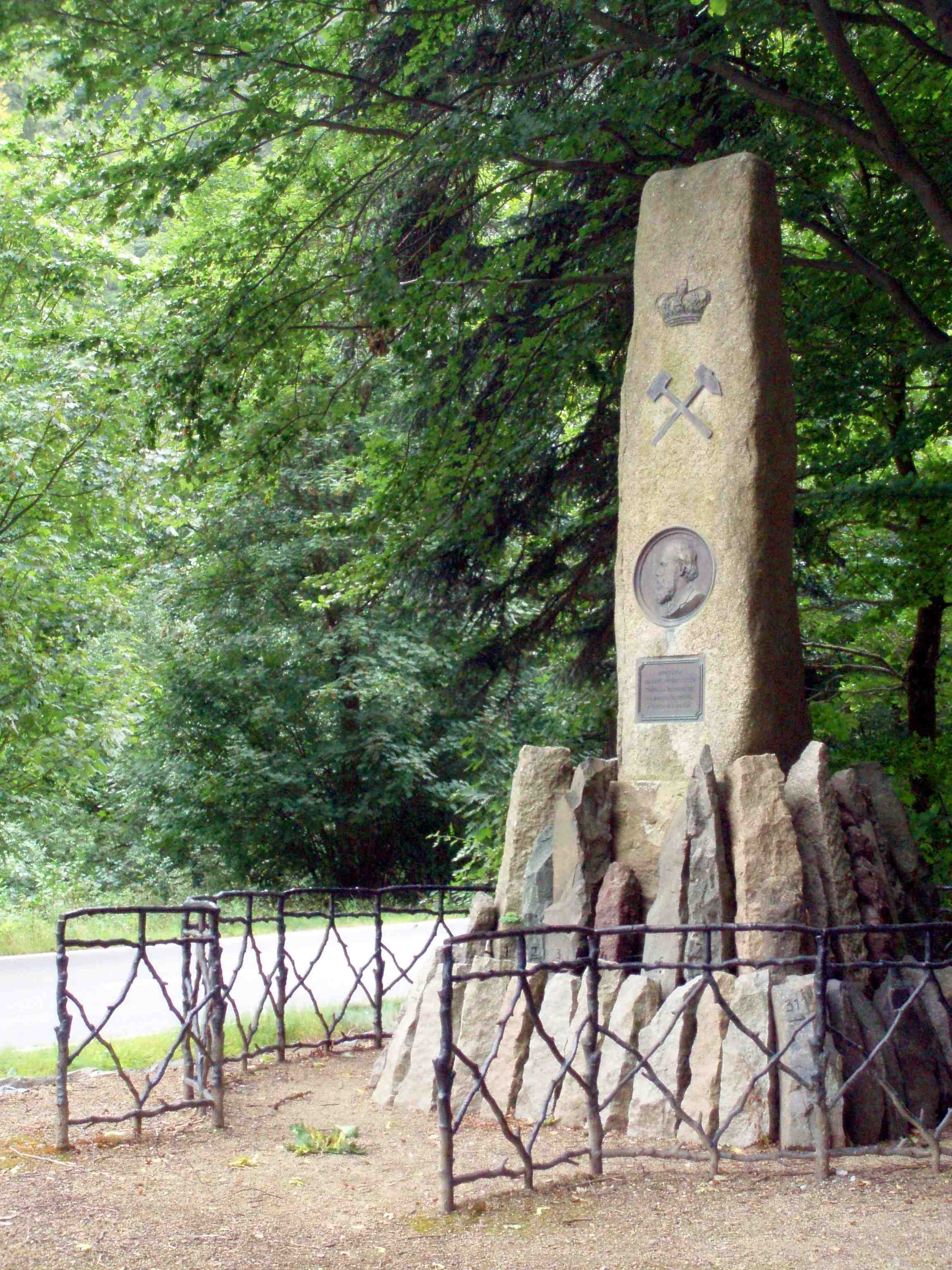
Lossen-Denkmal in Wernigerode (2009)

Das Lossen-Denkmal in Wernigerode ist eine von einem offenen gusseisernen Gitter umzäunte Gruppe von Gesteinsproben, an deren höchstem mittleren Stein ein gegossenes Medaillon mit dem Porträt des deutschen Geologen Karl August Lossen (* 5. Januar 1841 in Kreuznach; † 24. Februar 1893) sowie auf der Vorder- und Rückseite mehrere Gedenktafeln angebracht sind.

## Geographische Lage
Das Denkmal steht an der Hagenstraße, die die beiden Ortsteile Hasserode und Drei Annen Hohne der Stadt Wernigerode in Sachsen-Anhalt verbindet. Das montangeschichtlich bemerkenswerte Thumkuhlenthal, das in seinem oberen Teil zum Ottofels und zur Steinernen Renne führt, zweigt am Lossen-Denkmal von der Hagenstraße ab.

## Geschichte

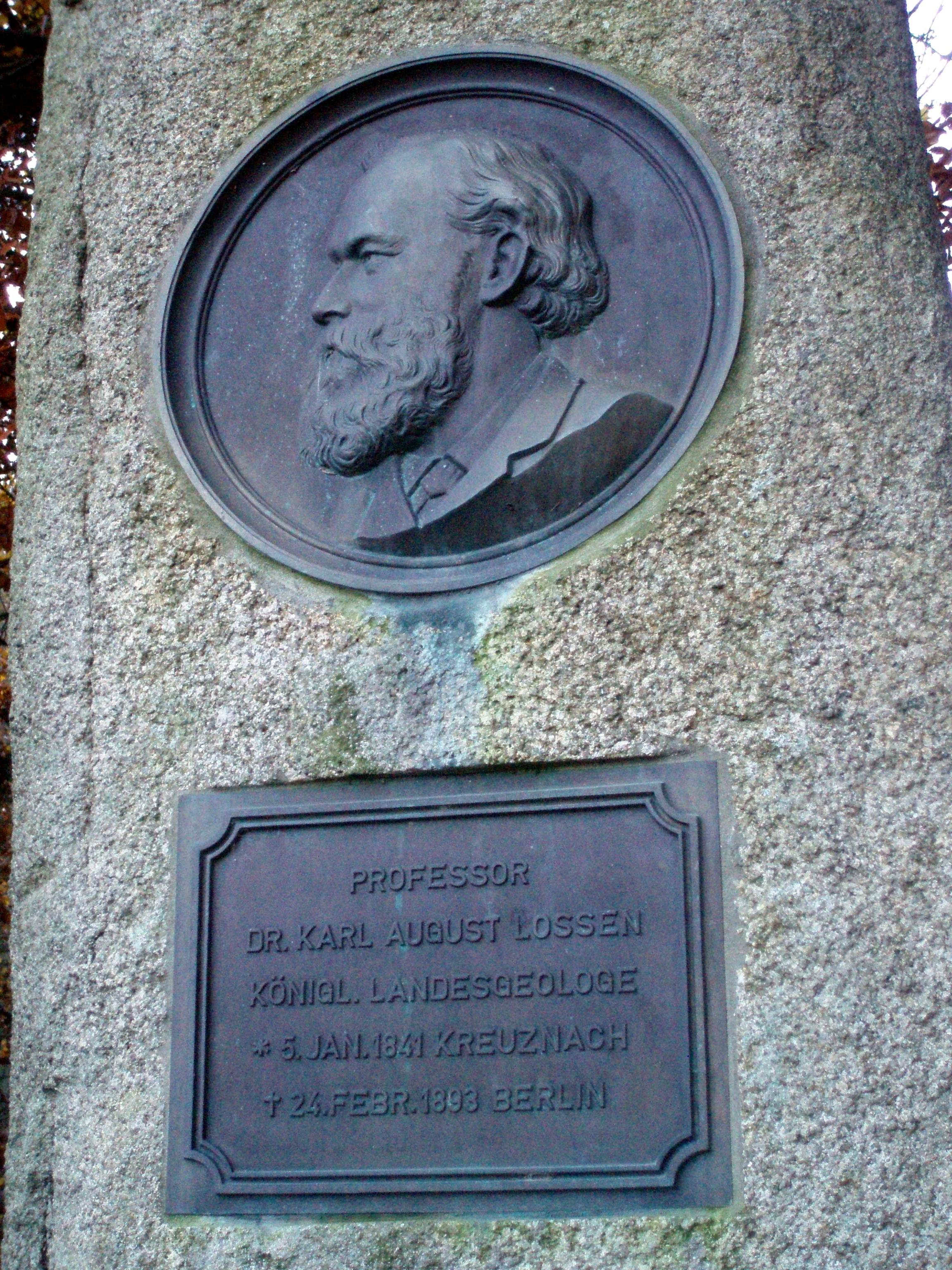
Detail des Lossen-Denkmals

Am 17. Oktober 1896 wurde auf Anregung des Naturwissenschaftlichen Vereins der Stadt Wernigerode unweit der damals noch selbständigen preußischen Gemeinde Hasserode ein vier Meter hoher Granitobelisk mit Relief-Medaillon und Gedenktafeln, umgeben von zahlreichen Gesteinen aus dem Harz, als Denkmal für Lossen errichtet.
Zum 17. Oktober 1993 wurde es nach einer Instandsetzung in seiner heutigen rekonstruierten und erweiterten Form fertiggestellt, da es aufgrund seiner etwas abseits befindlichen Lage zuvor häufig Opfer von Vandalismus und Diebstahl gewesen war.
Das Denkmal ist eine Station des naturkundlich-geologischen Lehrpfades Wernigerode-Hasserode.
Im örtlichen Denkmalverzeichnis ist das Lossen-Denkmal als Baudenkmal unter der Erfassungsnummer 094 25040 verzeichnet.